# Браганей
Браганей (порт. Braganey) — муниципалитет в Бразилии, входит в штат Парана. Составная часть мезорегиона Запад штата Парана. Входит в экономико-статистический микрорегион Каскавел. Население составляет 4803 человека на 2006 год. Занимает площадь 343,321 км². Плотность населения — 14,0 чел./км².

## История
Город основан 1 февраля 1983 года.

## Статистика
- Валовой внутренний продукт на 2003 год составляет 74 656 805,00 реалов (данные: Бразильский институт географии и статистики).
- Валовой внутренний продукт на душу населения на 2003 год составляет 13 723,68 реалов (данные: Бразильский институт географии и статистики).
- Индекс развития человеческого потенциала на 2000 год составляет 0,704 (данные: Программа развития ООН).

## География
Климат местности: субтропический. В соответствии с классификацией Кёппена, климат относится к категории Cfb.